# Beauvallon (Ródano)
Beauvallon é uma comuna francesa na região administrativa de Auvérnia-Ródano-Alpes, no departamento do Ródano. Estende-se por uma área de 24.85 km². Em 2010 a comuna tinha 4 135 habitantes (densidade: 166,4 hab./km²).
Foi criada em 1 de janeiro de 2018, a partir da fusão das antigas comunas de Saint-Andéol-le-Château (sede da comuna), Chassagny e Saint-Jean-de-Touslas.